# Dryophilus
Dryophilus — род жесткокрылых насекомых семейства точильщиков.

## Описание
Лоб между основаниями усиков значительно уже, чем расстояние между внутренними краями глаз. Вершины надкрылий не образуют вздутия. Передние и средние тазики раздвинуты примерно одинаково.

## Систематика
В составе рода:
- Dryophilus anobioides Chevrolat, 1832
- Dryophilus densipilis Abeille de Perrin, 1872
- Dryophilus forticornis Abeille de Perrin, 1875
- Dryophilus longicollis (Mulsant & Rey, 1853)
- Dryophilus luigionii Pic, 1921
- Dryophilus pusillus (Gyllenhal, 1808)
- Dryophilus rufescens Pic, 1921
- Dryophilus siculus Ragusa, 1896